# Asellus
Asellus is een geslacht van pissebedden uit de familie Asellidae.

## Soorten
- Asellus (Arctasellus) alaskensis Bowman & Holmquist, 1975
- Asellus (Asellus) amamiensis Matsumoto, 1961
- Asellus aquaticus (Linnaeus, 1758) – Zoetwaterpissebed
- Asellus (Asellus) balcanicus Karaman, 1952
- Asellus (Mesoasellus) dybowskii Semenkevich, 1924
- Asellus (Arctasellus) birsteini Levanidov, 1976
- Asellus (Asellus) epimeralis Birstein, 1947
- Asellus (Asellus) ezoensis Matsumoto, 1962
- Asellus (Asellus) hilgendorfii Bovallius, 1886
- Asellus (Asellus) hyugaensis Matsumoto, 1960
- Asellus (Asellus) kosswigi Verovnik, Prevorcnik & Jugovic, 2009
- Asellus (Asellus) kumaensis Matsumoto, 1960
- Asellus (Arctasellus) latifrons Birstein, 1947
- Asellus (Asellus) levanidovorum Henri & Magniez
- Asellus (Asellus) monticola Birstein, 1932
- Asellus (Asellus) musashiensis Matsumoto, 1961
- Asellus (Asellus) primoryensis Henry & Magniez, 1993
- Asellus (Asellus) shikokuensis Matsumoto, 1960
- Asellus (Asellus) tamaensis Matsumoto, 1960